# Leroy Lansing Janes
Leroy Lansing Janes, né en 1838 dans l'Ohio et décédé en 1909, est un enseignant et missionnaire américain qui fut conseiller étranger au Japon pendant l'ère Meiji.

## Biographie
Natif de l'Ohio, Janes est un vétéran de la guerre de Sécession où il servit dans l'artillerie en tant que capitaine après une formation à l'académie militaire de West Point. En 1871, il est approché par le clan Hosokawa, qui dirige le domaine de Kumamoto, pour aller enseigner les sciences occidentales à la Kumamoto Yōgakkō, l'école du domaine. Janes établit un cursus entièrement en anglais, avec des cours de mathématiques, d'histoire, de géographie et de science de la nature. Il fut aussi missionnaire protestant pour l'église réformée en Amérique mais il resta prudent car la répression contre le christianisme au Japon était sévère et tous les convertis japonais étaient passibles de la peine de mort. Janes donna des conférences sur la morale occidentale, et attendit trois ans avant d'aborder le thème du christianisme avec ses étudiants, quand il sentit qu'il avait gagné leur confiance et que leur habileté en anglais était suffisante pour comprendre la relation entre le christianisme et la société occidentale.
Sous son influence, 30 de ses élèves se convertirent au christianisme, comme Ebina Danjō et Ukita Kazutami. La Kumamoto Yōgakkō fut forcée de fermer ses portes en août 1876 à cause de l'opposition d'éléments conservateurs parmi les dirigeants du domaine, et Janes, avec ses élèves, déménagèrent à Kyoto où ils rejoignirent l'université Doshisha qui fut fondée un an plus tôt par Joseph Hardy Neesima. Janes retourna aux États-Unis en 1878.
Il retourna au Japon de 1893 à 1899 pour enseigner en tant que conseiller étranger.